# Complete Single Box (由紀さおりのアルバム)
『Complete Single Box』（コンプリート・シングル・ボックス）は、由紀さおりのベスト・アルバムである。2009年11月11日発売。発売元はEMIミュージック・ジャパン。規格品番はTOCT-26912/4。

## 解説
1969年に由紀さおりとしてシングルレコード「夜明けのスキャット」でレコード・デビューを果たしてから40周年を迎え発売された、シングル・コレクションである。2006年2月発売「この世の果てまでそばにいて」までのシングルレコード及びCDシングルA面曲が、CD3枚に発売順で収録された。姉である安田祥子と連名で発売した楽曲については未収録である。
紙製の三方背ボックスに、プラスチック製CDケースと歌詞ブックレットがまとめて収められている。歌詞ブックレットには歌詞に加え、曲ごとに発売日、楽曲解説、B面曲タイトルが掲載されている。オールカラーのディスクジャケット一覧付。ほか、冒頭に音楽評論家・小貫信昭のライナーノーツが掲載されている。尚、本ベスト・アルバムのジャケット写真は1979年発売のシングル盤「愛を切り札にして」（ETP-10423）のものを流用。
唯一シングルB面曲である「タ・ヤ・タン」が、ボーナス・トラックとして収録された。

## 収録曲

### Disc 1
1. 夜明けのスキャット（3:06）
  - 作詞: 山上路夫、作曲: いずみたく、編曲: 渋谷毅
2. 天使のスキャット（2:48）
  - 作詞: 山上路夫、作曲: いずみたく、編曲: 渋谷毅
3. 枯葉の街（3:56）
  - 作詞: 山上路夫、作曲: いずみたく、編曲: 渋谷毅
4. 好きよ（3:06）
  - 作詞: 岩谷時子、作曲: いずみたく、編曲: 渋谷毅
5. 手紙（2:55）
  - 作詞: なかにし礼、作曲・編曲: 川口真
6. クレオパトラの涙（3:45）
  - 作詞: 中山千夏、作曲・編曲: 冨田勲
7. 生きがい（3:09）
  - 作詞: 山上路夫、作曲・編曲: 渋谷毅
8. この愛を永遠に（3:25）
  - 作詞: なかにし礼、作曲・編曲: 川口真
9. 男のこころ（3:18）
  - 作詞: 山上路夫、作曲: フランシス・レイ、編曲: 川口真
10. ヴァリーエ（2:41）
  - 作詞: 山上路夫、作曲: S.リタルド、編曲: 渋谷毅
11. 初恋の丘（3:07）
  - 作詞: 北山修、作曲・編曲: 渋谷毅
12. 土に還るまで（2:23）
  - 作詞: 山川啓介、作曲: いずみたく、編曲: スティーヴン・ゲーリック
13. 故郷（4:11）
  - 作詞: 山川啓介、作曲・編曲: 大野雄二
14. りんどうの花（2:55）
  - 作詞: 岩谷時子、作曲: いずみたく、編曲: 宮本光雄
15. ルーム・ライト (室内灯)（3:14）
  - 作詞: 岡本おさみ、作曲: 吉田拓郎、編曲: 木田高介
16. 恋文（2:32）
  - 作詞: 吉田旺、作曲: 佐藤勝、編曲: 馬飼野俊一
17. 博多人形に寄せて（2:36）
  - 作詞: 清水みのる、作曲: 中田喜直、編曲: 小六禮次郎
18. 春の嵐（3:06）
  - 作詞: 吉田旺、作曲・編曲: 川口真
19. みち潮（3:36）
  - 作詞: 保富康午、作曲・編曲: 坂田晃一
20. 挽歌（3:06）
  - 作詞: 千家和也、作曲: 浜圭介、編曲: 森岡賢一郎

### Disc 2
1. 季節風（3:08）
  - 作詞: 千家和也、作曲: すぎやまこういち、編曲: 高田弘
2. さよならの走り書き（2:42）
  - 作詞: 千家和也、作曲: 浜圭介、編曲: 森岡賢一郎
3. 慕情（4:05）
  - 作詞: 菅三鶴、作曲: 平尾昌晃、編曲: 竜崎孝路
4. かたちばかりの幸福（4:12）
  - 作詞: 杉山政美、作曲・編曲: 木森敏之
5. つかの間の雨（3:35）
  - 作詞・作曲: 伊勢正三、編曲: 瀬尾一三
6. こころもち 気まぐれ（3:40）
  - 作詞: きすぎえつこ、作曲・編曲: 星勝
7. ふらりふられて（3:34）
  - 作詞: 島武実、作曲: 宇崎竜童、編曲: 若草恵
8. う・ふ・ふ（3:15）
  - 作詞: 島武実、作曲: 宇崎竜童、編曲: 山本幸三郎
9. やりなおしたいの（3:40）
  - 作詞: ちあき哲也、作曲: 杉本真人、編曲: 若草恵
10. ガラスの日々（3:32）
  - 作詞: 葵ゆうじ、作曲: 岩久茂、編曲: 若草恵
11. トーキョー・バビロン（3:19）
  - 作詞: ちあき哲也、作曲・編曲: 川口真
12. 愛を切り札にして（3:51）
  - 作詞: 阿久悠、作曲・編曲: 三木たかし
13. 愛したもうことなかれ（2:51）
  - 作詞: 荒木とよひさ、作曲・編曲: 森岡賢一郎
14. たそがれタペストリー（3:46）
  - 作詞: ちあき哲也、作曲: 桑原研郎、編曲: 萩田光雄
15. 男ともだち（3:12）
  - 作詞: 喜多條忠、作曲: 美樹克彦、編曲: 萩田光雄
16. 悲しい悪魔（3:02）
  - 作詞: なかにし礼、作曲: J.Iglesias、編曲: 若草恵
17. 両国橋（3:37）
  - 作詞: 喜多条忠、作曲: 吉田拓郎、編曲: 馬飼野康二
18. 奄美地方の子守唄（2:48）
  - 古謡・採譜: 佐野量祥、編曲: 小六禮次郎
19. アデュー（3:19）
  - 作詞: 湯川れい子、作曲: 小松原まさし、編曲: 竜崎孝路

### Disc 3
1. ストレート（3:54）
  - 作詞・作曲: 佐々木好、編曲: 石川鷹彦
2. シングル・ナイト（3:48）
  - 作詞・作曲: 丸山圭子、編曲: 信田かずお
3. このままがいいの（3:28）
  - 作詞: 残間里江子、作曲: 木森敏之、編曲: 新川博
4. TOKYOワルツ（3:52）
  - 作詞: なかにし礼、作曲: 宇崎竜童、編曲: チト河内
5. 木遣り育ち（3:53）
  - 作詞: 松井由利夫、作曲: むらさき幸、編曲: 池多孝春
6. お先にどうぞ（3:55）
  - 作詞: 山上路夫、作曲: 吉田正、編曲: 竜崎孝路
7. 矢車草 〜夢二のおんな〜（4:26）
  - 作詞: 小谷夏、作曲: 中村泰士、編曲: 池多孝春
8. 心の家路（4:12）
  - 作詞: 荒木とよひさ、作曲: 南こうせつ、編曲: 甲斐正人
9. ゆらゆら（4:08）
  - 作詞: 魚住勉、作曲・編曲: 馬飼野康二
10. 赤い星 青い星 〜天文カラットの星から〜（5:25）
  - 作詞: 荒木とよひさ、作曲: 鈴木邦彦、編曲: 竜崎孝路
11. 恋祭（4:26）
  - 作詞: 市川睦月、作曲: 玉置浩二、編曲: 川口真
12. スイートワルツの流れる川に（5:05）
  - 作詞: 阿久悠、作曲: 井上大輔、編曲: 梅垣達志・井上大輔
13. 夢もうすこし（3:41）
  - 作詞: 石井達矢、作曲: 三井誠、編曲: 若草恵
14. 寄り道（4:10）
  - 作詞: 秋元康、作曲: 三木たかし、編曲: 若草恵
15. あさきゆめみし（3:51）
  - 作詞・作曲: 谷村新司、編曲: 萩田光雄
16. 酔って膝まくら（3:57）
  - 作詞: 池田充男、作曲: 船村徹、編曲: 蔦将包
17. 再会ラブソング（3:44）
  - 作詞: 岡田冨美子、作曲: 鈴木淳、編曲: 萩田光雄
18. この世の果てまでそばにいて（4:27）
  - 作詞: 岩谷時子、作曲: 吉田正、編曲: 若草恵
19. タ・ヤ・タン（2:35）
  - 作詞: 山上路夫、作曲: いずみたく、編曲: 渋谷毅